# Нуктуж
Нуктуж (мар. Нуктыж) — деревня в Звениговском районе Республики Марий Эл России. Входит в состав Кужмарского сельского поселения.
Численность населения — 599 (2010) человек.

## География
Деревня находится в 20 км к северо-западу от центра муниципального района — города Звенигово.

## История
Деревня Нуктуж образовалась в середине 1980-х годов в результате слияния четырёх деревень: Большого Нуктужа, Малого Нуктужа, Борисова и Лесной.
В 1990 году к 45-летию Победы советского народа в Великой Отечественной войне открыт обелиск. В 2002 году рядом с обелиском открыли памятник в православном стиле во имя памяти участников Великой Отечественной войны, на мраморной плите — 107 имён.
В 1990 году открыли новый дом культуры. Построили новое здание конторы совхоза и администрации сельсовета. В 2004 году совхоз начал газификацию деревни.
В 1999 году насчитывалось 235 дворов, в которых проживали 663 человека.
В 2006 году Нуктужское сельское поселение вошло в состав Кужмарского сельского поселения.

## Население
| 2002 | 2010 |
| ---- | ---- |
| 574  | ↗599 |

## Экономика

### Сельское хозяйство
- ООО «Нуктужский»

### Транспорт
Деревня находится в 4 километрах к востоку от автодороги регионального значения 88К-012 Звенигово — Шелангер — Морки.

## Образование
- Нуктужский детский сад «Колобок».

## Здравоохранение
- Нуктужский фельдшерско-акушерский пункт.

## Религия
Священные рощи
Южнее деревни в 800 метрах находится священная роща Миклай лук. Ещё одна священная роща находится севернее деревни на расстоянии 900 метров.